# 131 Dywizja Pancerna „Centauro”
131 Dywizja Pancerna „Centauro” – włoska dywizja pancerna z okresu II wojny światowej. Jej dowódcą był gen. Giovanni Magli.

## Skład
- 31 pułk pancerny,
- 131 pułk pancerny,
- 5 pułk piechoty „Bersaglieri” (3 bataliony zmot.),
- 131 pułk artylerii,